# Église Saint-Pierre de Carsac
Pour les articles homonymes, voir Église Saint-Pierre.
L'église Saint-Pierre de Carsac est une église catholique située à Carsac-de-Gurson, en France.

## Localisation
L'église est située dans le département français de Dordogne, sur la commune de Carsac-de-Gurson.

## Historique
L'édifice est classé au titre des monuments historiques en 1940.